# ミリア

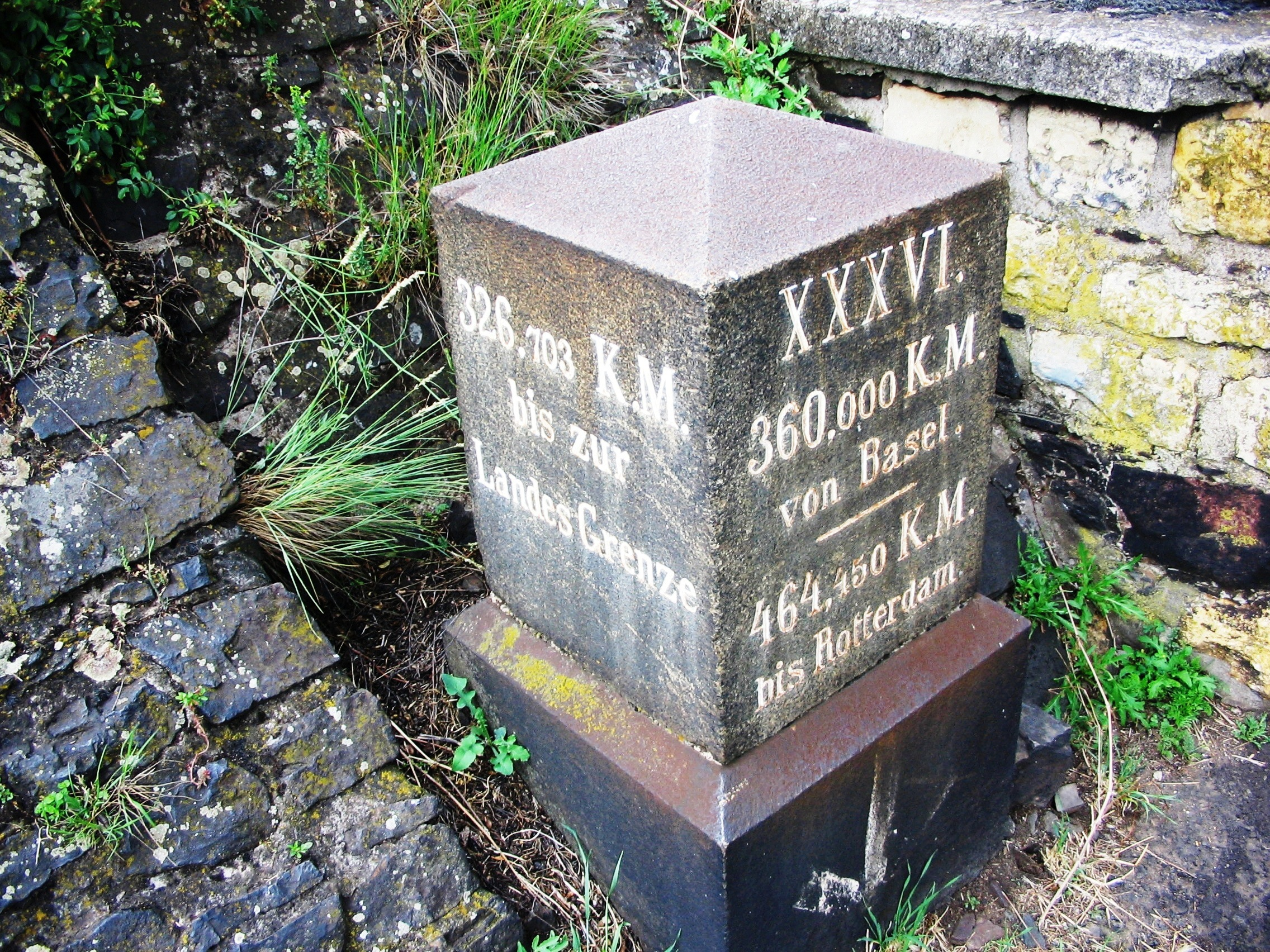
ライン川の距離標。一番上にローマ数字で書かれたXXXVI (36) は、バーゼルからのミリアメートル単位の距離を表す。その下にキロメートル単位の距離が「360,000 KM」と書かれているが、ドイツではコンマは小数点なので、36万kmではなく360 kmを表す。

ミリア (myria) は、1935年までメートル法で使われていた、104 = 10000（1万）を表す接頭語である。記号は my、またはまれに ma、M。
ギリシア語で「1万」という意味の μύριοι (mýrioi) に由来し、英語で「無数の」を意味するミリアッド (myriad) と同じ語源である。

## 用例
ミリアメートル (myriametre, 10 km) は、19世紀の列車の運賃表に見られるほか、今日でも電波の波長による分類「ミリアメートル波」（波長 1–10 mym の電波。超長波）に名を残している。スウェーデンとノルウェーでは、ミリアメートルに等しい長さの単位ミール (mil) が今日でも日常的に用いられている。フランスで1812年から1839年まで使われていた習慣的度量衡 (mesures usuelles) では、トワーズ（約2メートル）より長い長さの単位が存在しなかった。そこで、この期間にはミリアメートルが使用された。
フランスの取引で慣習的に使われる単位にミリアグラム (10 kg) がある。これは、ヤード・ポンド法（常衡）のクォーター（25ポンド）を置き換えるものである。アイザック・アシモフの1952年の小説『ファウンデーション対帝国』にはミリアトン (10 kt) が登場する。

## 歴史
ミリアは、1795年にフランスで最初のメートル法の一部として採用された。しかし、1960年の第11回国際度量衡総会 (CGPM) で国際単位系 (SI) が制定されたとき、ミリアはSI接頭語に含められなかった。
トマス・ヤングによれば、19世紀初頭の出版物では、ミリアの同義語としてミリオ (myrio) も使用されていた。なお、「ミリオはミリアとは別の10−4 = 1/10000（1万分の1）を意味する接頭語であり、ミリアと共にミリオもメートル法に導入された」とする説もあるが、信憑性は不明である。ノースカロライナ大学チャペルヒル校数学科学教育センター長のラス・ローレットは、「105、10−4、10−5を表す接頭語が広く受け入れられたことはない」としている。
ミリアの記号は最終的に my となった。1905年、国際度量衡委員会 (CIPM) はミリアの記号を M と決定した。これにより、ミリアメートルの記号は Mm となる。しかし、20世紀初頭、電気工学者たちがメガワット、メガオームなどの106を表す接頭語メガを使い始め、その記号 M とした。この用法が広まったため、1935年にCIPMは接頭語メガとその記号 M を正式に採用し、ミリアを完全に廃止した。これにより、（初期メートル法のように10の冪ごとではなく）1000の冪ごとに接頭語をそろえようとする方向性が明確になった。
アメリカ合衆国は1866年にミリアメートルとミリアグラムの使用を認可していたが、1975年にその使用はもはや許容できないと宣言した。